# Cappella degli Scrovegni

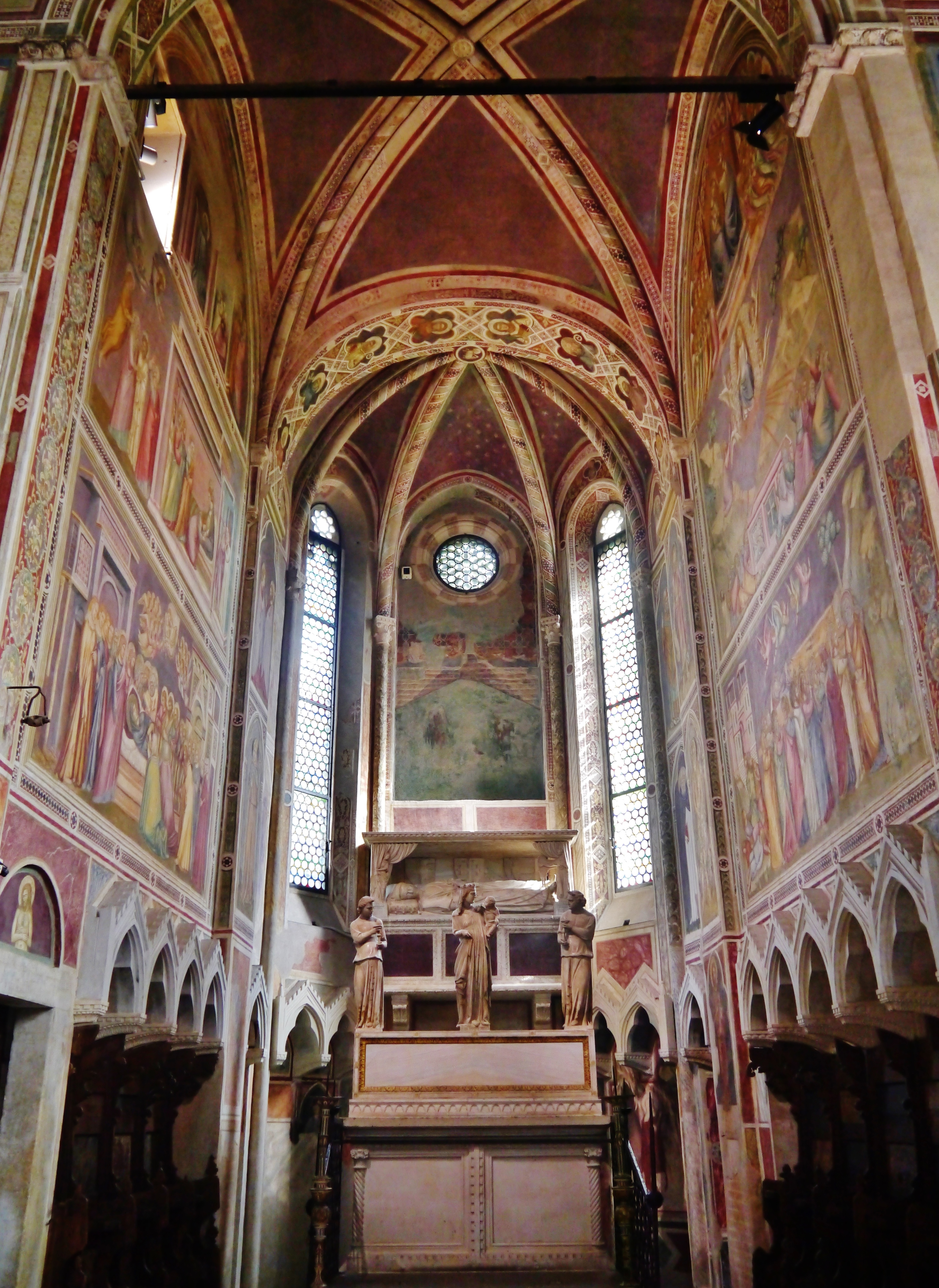
Presbiterio

La cappella degli Scrovegni è una chiesa di Padova, in precedenza cappella privata, divenuta parte dei Musei civici di Padova. Ospita un noto ciclo di affreschi di Giotto dei primi anni del XIV secolo, considerato uno dei capolavori dell'arte occidentale.
La navata è lunga 29,88 m, larga 8,41 m e alta 12,65 m; l'abside è costituito da una prima parte a pianta quadrata, profonda 4,49 m e larga 4,31 m, e da una successiva, a forma poligonale a cinque lati, profonda 2,57 m e coperta da cinque unghiature nervate. La superficie affrescata è di circa 700 m², compresi i circa 180 m² della volta dipinta quasi solo di azzurro.
Dal 2021 fa parte dei patrimoni dell'umanità UNESCO nel sito dei cicli di affreschi del XIV secolo di Padova.
I dipinti all'interno della cappella degli Scrovegni diedero il via a una rivoluzione pittorica che si sviluppò in tutto l'arco del Trecento e che influenzò la storia della pittura.
Una replica in scala 1:1 della Cappella degli Scrovegni si trova in Giappone, presso il museo delle arti Otsuka.

## Storia

### Costruzione e decorazione della cappella
La cappella fu commissionata da Enrico degli Scrovegni, figlio di Rinaldo, facoltoso usuraio padovano, che agli inizi del Trecento aveva acquistato da un nobile decaduto, Manfredo Dalesmanini, l'area dell'antica arena romana di Padova. Qui provvide a edificare un sontuoso palazzo, di cui la cappella era oratorio privato e futuro mausoleo familiare. Chiamò ad affrescare la cappella il fiorentino Giotto, il quale, dopo aver lavorato con i francescani di Assisi e di Rimini, era a Padova chiamato dai frati minori ad affrescare la sala del Capitolo, la cappella delle benedizioni e forse altri spazi nella Basilica di Sant'Antonio.
Infondata è la voce secondo cui Enrico Scrovegni avrebbe commissionato la Cappella come atto d'espiazione del peccato commesso dal padre, che Dante Alighieri, qualche anno dopo la conclusione del ciclo giottesco, pone all'Inferno tra gli usurai.
Sebbene storicamente l'edificio sia sempre stato definito come titolato alla Vergine Annunciata, dopo alcuni studi si è riproposta la titolazione probabilmente decisa al tempo dello Scrovegni, Santa Maria della Carità, che non ha però avuto seguito. Quello che è certo, invece, è che la chiesa fu sempre officiata in occasione della festa dell'Annunciazione (25 marzo) e che poco distante dal circuito dell'arena sorse una confraternita laica sotto il nome della Vergine Annunciata, la Scuola dell'Annunciata. 
Menzioni antiche trecentesche (Riccobaldo Ferrarese, Francesco da Barberino, 1312-1313) certificano la presenza di Giotto al cantiere. La datazione degli affreschi è deducibile con buona approssimazione da una serie di notizie: l'acquisto del terreno avvenne nel febbraio dell'anno 1300, il vescovo di Padova Ottobono dei Razzi autorizzò la costruzione prima del 1302 (data del suo trasferimento al Patriarcato di Aquileia); la prima consacrazione si ebbe nella ricorrenza della Festa dell'Annunciazione, il 25 marzo 1303; il 1˚ marzo 1304 papa Benedetto XI concesse l'indulgenza a chi avesse visitato la cappella e un anno dopo, sempre nella ricorrenza del 25 marzo (1305), la cappella veniva consacrata. Nell'arco di tempo tra il 25 marzo 1303 e il 25 marzo 1305 si colloca dunque il lavoro di Giotto.
Per inciso, nel Giudizio Universale della Cappella, un raggio di luce ogni 25 marzo, al mattino, passa tra la mano di Enrico e quella della Madonna.
Giotto dipinse l'intera superficie interna dell'oratorio con un progetto iconografico e decorativo unitario, ispirato da un teologo agostiniano di raffinata competenza, recentemente identificato da Giuliano Pisani in Alberto da Padova. Tra le fonti utilizzate vi sono molti testi agostiniani, i Vangeli apocrifi dello pseudo-Matteo e di Nicodemo, la Legenda Aurea di Jacopo da Varazze e, per qualche dettaglio iconografico, le Meditazioni sulla vita di Gesù dello pseudo-Bonaventura, oltre a testi della tradizione medievale cristiana, tra cui Il Fisiologo.
Quando lavora alla decorazione della Cappella il grande maestro dispone di una squadra di una quarantina di collaboratori e si sono calcolate 625 "giornate" di lavoro, dove per giornata non si intende l'arco delle 24 ore, ma la porzione di affresco che si riesce a dipingere prima che l'intonaco si secchi (cioè non sia più “fresco”).

### Rifacimento dell'abside
Nel gennaio del 1305, quando i lavori alla cappella stavano per concludersi, gli Eremitani, che vivevano in un convento li vicino, protestarono con veemenza perché la costruzione della cappella, andando oltre gli accordi presi, si stava trasformando da oratorio in una vera e propria chiesa con tanto di campanile, creando dunque concorrenza alle attività degli Eremitani. Si ignora come la vicenda si sia conclusa, ma è probabile che in seguito a queste rimostranze la Cappella degli Scrovegni abbia subito l'abbattimento della monumentale parte absidale con ampio transetto (documentata nel "modellino" dipinto da Giotto nell'affresco in controfacciata), dove lo Scrovegni aveva progettato di inserire il proprio mausoleo sepolcrale: la datazione più tarda degli affreschi dell'abside (post 1320) confermerebbe questa ipotesi.
La zona absidale, che tradizionalmente è la più significativa di un edificio sacro e che ospita anche la tomba di Enrico e della sua seconda moglie, Iacopina d'Este, presenta un restringimento inconsueto e trasmette un senso di incompletezza, quasi di disordine. Anche nel riquadro inferiore destro dell'arco trionfale, sopra il piccolo altare dedicato a Caterina d'Alessandria, la perfetta simmetria giottesca è alterata da una decorazione a fresco - con due tondi con busti di sante e una lunetta che rappresenta Cristo in gloria e due episodi della passione, la preghiera nell'orto del Getsemani e la flagellazione -, che crea un effetto di squilibrio. La mano è la stessa che affresca gran parte della zona absidale, un pittore ignoto, il Maestro del coro Scrovegni, che opererebbe nel terzo decennio del Trecento, una ventina d'anni dopo la conclusione del lavoro di Giotto. Il punto focale del suo intervento sono sei grandi scene sulle pareti laterali del presbiterio, dedicate all'ultima fase della vita terrena della Madonna, coerentemente con il programma affrescato da Giotto.

### Periodo moderno
L'interesse della città di Padova per la Cappella degli Scrovegni risale agli anni Venti del XIX secolo, quando i Foscari, proprietari dell'area dell'Arena, iniziarono a demolire il palazzo e la cappella per venderne i materiali. La municipalità di Padova cercò di proteggere la cappella occupandosi più volte del suo restauro. Dal 1859 tentò più volte la strada dell'esproprio pubblico, ma senza successo. Nel 1879, il giovane avvocato e politico Giacomo Levi Civita riuscì a dimostrare che la Cappella degli Scrovegni era stata destinata all'uso pubblico fin dalla sua fondazione. In quanto luogo di culto pubblico, non poteva quindi essere gestita da privati. La famiglia Baglioni-Gradenigo vendette quindi l'intera area dell'arena al Comune di Padova per 54.971 lire. Le copie degli atti di cessione e vendita al Comune e il verbale del Consiglio comunale in cui l'acquisto fu approvato all'unanimità si trovano al Museo Ebraico di Padova. La cappella fu ufficialmente acquisita dalla municipalità di Padova con atto notarile nel 1881, un anno dopo il mandato del Consiglio Comunale nella seduta del 10 maggio 1880. Subito dopo l'acquisto i condomini furono abbattuti e la cappella fu oggetto di restauri, non sempre felici. Nel giugno del 2001, dopo vent'anni di indagini e studi preliminari, l'Istituto Centrale per il Restauro del Ministero per i Beni e le Attività Culturali e il Comune di Padova avviarono il completo restauro degli affreschi di Giotto, sotto la guida di Giuseppe Basile. Un anno prima erano stati completati gli interventi sulle superfici esterne dell'edificio e si era inaugurato l'adiacente Corpo Tecnologico Attrezzato (CTA), dove i visitatori, in gruppi di massimo venticinque per volta, sono chiamati a sostare una quindicina di minuti (durante i quali fruiscono di alcuni audiovisivi) per sottoporsi a un processo di deumidificazione e depurazione dalle polveri. Nel marzo del 2002 la Cappella fu riconsegnata al mondo in tutto il suo ritrovato splendore. Restano aperti alcuni problemi, come l'allagamento della cripta sottostante la navata per la presenza di una falda acquifera e i cordoli in cemento introdotti agli inizi degli anni 1960 in sostituzione degli originali lignei, che hanno arrecato evidenti ripercussioni sulla diversa elasticità dell'edificio.

## Descrizione

### Le storie di Gioacchino ed Anna, Maria e Cristo
L'aula si presenta interamente affrescata su tutte e quattro le pareti. Giotto stese gli affreschi su tutta la superficie, organizzati in quattro fasce dove sono composti i pannelli con le storie vere e proprie dei personaggi principali divisi da cornici geometriche. La forma asimmetrica della cappella, con sei finestre solo su un lato, determinò il modulo della decorazione: una volta scelto di inserire due riquadri negli spazi tra le finestre, si calcolò poi l'ampiezza delle fasce ornamentali per inserirne altrettanti di eguale misura sull'altra parete.
Il ciclo pittorico, incentrato sul tema della salvezza, ha inizio dalla lunetta in alto sull'Arco Trionfale, quando Dio decide la riconciliazione con l'umanità affidando all'arcangelo Gabriele il compito di cancellare la colpa di Adamo con il sacrificio di suo figlio fatto uomo. Prosegue con le Storie di Gioacchino ed Anna (primo registro, parete sud), le Storie di Maria (primo registro, parete nord), ripassa sull'Arco Trionfale con le scene dell'Annunciazione e della Visitazione, cui seguono le Storie di Cristo (secondo registro, pareti sud e nord), che continuano, dopo un passaggio sull'Arco Trionfale (Tradimento di Giuda), sul terzo registro, pareti sud e nord. L'ultimo riquadro della Storia Sacra è la Pentecoste. Subito sotto si apre il quarto registro con i monocromi dei vizi (parete nord) e i monocromi delle virtù (parete sud). La parete ovest (o controfacciata) reca il grandioso Giudizio Universale. Questo il dettaglio delle varie scene:
Arco trionfale (lunetta)
- Dio invia l'arcangelo Gabriele

Primo registro, parete sud
- Cacciata di Gioacchino
- Ritiro di Gioacchino tra i pastori
- Annuncio a sant'Anna
- Sacrificio di Gioacchino
- Sogno di Gioacchino
- Incontro di Anna e Gioacchino alla Porta d'Oro

Primo registro, parete nord
- Natività di Maria
- Presentazione di Maria al Tempio
- Consegna delle verghe
- Preghiera per la fioritura delle verghe
- Sposalizio della Vergine
- Corteo nuziale di Maria

Arco trionfale
- Angelo annunciante
- Vergine annunciata
- Visitazione

Secondo registro, parete sud
- Natività di Gesù e annuncio ai pastori
- Adorazione dei Magi
- Presentazione di Gesù al Tempio
- Fuga in Egitto
- Strage degli innocenti

Secondo registro, parete nord
- Cristo tra i dottori
- Battesimo di Cristo
- Nozze di Cana
- Resurrezione di Lazzaro
- Ingresso a Gerusalemme
- Cacciata dei mercanti dal Tempio

Arco trionfale
- Tradimento di Giuda

Terzo registro, parete sud
- Ultima Cena
- Lavanda dei piedi
- Bacio di Giuda
- Cristo davanti a Caifa
- Cristo deriso

Terzo registro, parete nord
- Salita al Calvario
- Crocifissione
- Compianto sul Cristo morto
- Resurrezione e Noli me tangere
- Ascensione
- Pentecoste

Controfacciata
- Giudizio Universale

La volta rappresenta l'ottavo giorno, il tempo dell'eterno, il tempo di Dio, con otto pianeti (i tondi che racchiudono i sette grandi profeti dell'Antico Testamento e Giovanni Battista) e due grandi soli (Dio e la Madonna con il bambino), mentre il blu del cielo è trapunto di stelle a otto punte (il numero otto, coricato, simboleggia l'infinito).

### Le allegorie a monocromo deiVizie delleVirtù
Il quarto registro delle due pareti laterali, quello più in basso, riporta il percorso con quattordici Allegorie a monocromo che simboleggiano i Vizi sulla sinistra (Stultitia, Inconstantia, Ira, Iniusticia, Infidelitas, Invidia, Desperatio) e le Virtù sulla destra (quattro cardinali, Prudencia, Fortitudo, Temperantia, Iusticia, e tre teologali, Fides, Karitas, Spes), alternate a specchiature in finto marmo. Il nome del vizio o della virtù è scritto in alto in latino e indica chiaramente che cosa rappresentino queste immagini. Rappresentano il percorso del settimo giorno (quello che sta tra la nascita della Chiesa e il Giudizio Universale).
Vizi e virtù corrispondenti si fronteggiano a coppia, in modo da simboleggiare il percorso verso la beatitudine, da effettuarsi superando con la cura delle virtù gli ostacoli posti dai vizi corrispondenti, seguendo uno schema filosofico-teologico di ascendenza agostiniana. Questo schema evidenzia compiutamente il rigoroso disegno filosofico-teologico presente nel programma della Cappella degli Scrovegni ed è la chiave per chiarire altri punti della decorazione che erano ritenuti "oscuri" o frutto di "approssimazione". Tale innovativa lettura è stata operata da Giuliano Pisani. I vizi non sono i tradizionali vizi capitali (superbia, invidia, ira, accidia, avarizia, gola, lussuria). Le sette virtù contrapposte non rispecchiano l'ordine tradizionale.
Si tratta di due percorsi terapeutici e di salvezza: il primo porta alla guarigione dai vizi tramite le virtù cardinali opposte, conducendo l'umanità alla Giustizia, che realizza le condizioni della pace e dunque del Paradiso Terrestre e della felicità terrena. In particolare, la Stultitia rappresenta l'incapacità di distinguere il bene dal male (siamo nella sfera della conoscenza) e può essere curata dalla medicina della Prudentia, l'intelligenza etica, che consente di discernere le cose da desiderare e quelle da evitare. La Fortitudo, fortezza o saldezza d'animo, trionfa grazie alla forza di volontà sulle lubriche oscillazioni dell'Inconstantia, la “mancanza di una sede stabile”, un insieme di leggerezza, volubilità e incoerenza (siamo nella sfera della volontà). La temperantia, l'equilibrio interiore che assicura il dominio stabile della volontà sugli istinti e mantiene i desideri entro i limiti dell'onestà, è la terapia atta a vincere le passioni, simboleggiate dall'ira (siamo fin qui in piena sintonia con la filosofia greca antica, ripresa dai latini e da sant'Agostino). Prudenza, fortezza, temperanza sono virtù della sfera etica individuale, e hanno come oggetto di riferimento la cura di sé. La virtù etica si esplica nella sua messa in pratica, con atti e comportamenti che riguardano sia la sfera personale, sia quella sociale, perché coinvolgono i rapporti con il prossimo e quelli degli uomini tra loro: da qui i concetti etici di Giustizia e Ingiustizia, la coppia centrale del ciclo giottesco: Iniustitia – Iustitia. La perfetta “centralità” della Giustizia è sottolineata anche visivamente da Giotto: sopra le virtù (e dall'altro lato sopra i vizi) corre infatti, lungo l'intera parete, una treccia architettonica, in cui un solo elemento, quello posto sulla verticale esatta della testa della Giustizia (e dall'altro lato dell'Ingiustizia) appare perfettamente in asse, mentre tutti gli altri piegano o verso sinistra o verso destra, in direzione rispettivamente dell'abside e della controfacciata. Chi è giunto alla giustizia ha di fatto praticato una “terapia umana” dell'anima, che lo ha portato alla felicità terrena, usando la medicina animi delle virtù cardinali, che sono virtù morali e intellettuali, con cui ha curato i vizi contrari.
Per aspirare al Paradiso celeste occorrono invece gli insegnamenti divini, la rivelazione della verità che supera e trascende la ragione umana, la pratica delle virtù teologali. La “terapia divina” muove dal ripudio delle false credenze (Infidelitas) attraverso la fiducia (Fides) nella parola di Dio; supera con l'amore (Karitas) l'egoismo e l'avidità, che portano a guardare con occhi malevoli (Invidia) quel prossimo che è fatto a immagine e somiglianza di Dio; e alimenta infine la speranza, attesa attiva delle benedizioni future, che nasce dalla “fiducia” in Dio e nella sua parola e dall'amore ricambiato verso di Lui e verso l'umanità intera.
Le fonti di un simile straordinario disegno sono state individuate da Pisani in alcuni passi di diverse opere di Sant'Agostino. Tutto trova perfetta rispondenza: il tema della “terapia dei contrari”, l'ordine sequenziale delle virtù cardinali e delle virtù teologali, la centralità della giustizia. Giotto è evidentemente ispirato da un teologo di raffinata cultura e sensibilità, ritratto in ginocchio con il modellino della Cappella sulle spalle nella scena della controfacciata, in cui Enrico Scrovegni lo porge alla Madonna. Giotto lo indica dunque come l'ideatore della Cappella e per una serie convergente di indizi è stata proposta da G. Pisani la sua identificazione con il grande teologo agostiniano Alberto da Padova (1269 circa - 1328).

### La controfacciata con Il Giudizio Universale

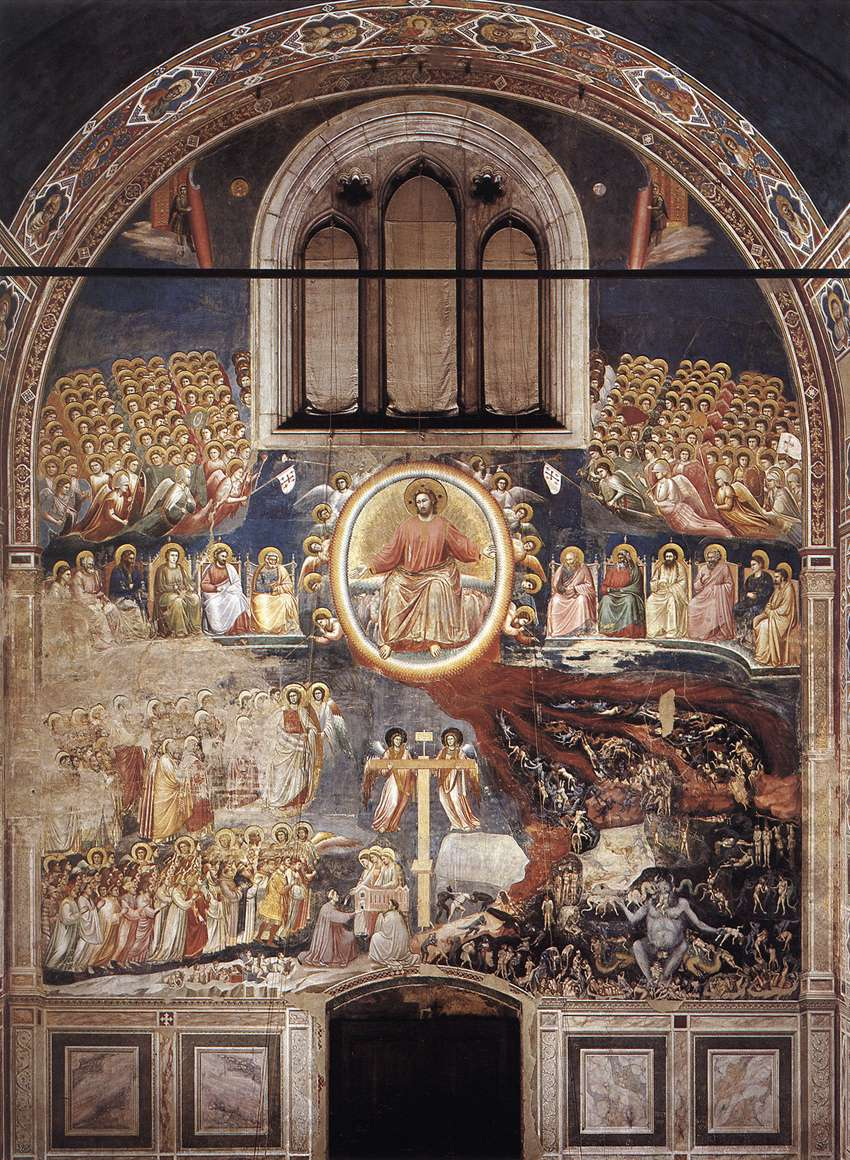
Il Giudizio Universale

Il Giudizio Universale occupa l'intera controfacciata. Al centro esatto c'è la mandorla iridata con Cristo Giudice. Ai due lati i dodici apostoli, seduti in trono, creano un piano che taglia la scena in orizzontale: nella parte superiore Giotto dipinge le schiere angeliche, in quella inferiore, a destra, l'orrore dell'Inferno e, a sinistra, due processioni di eletti disposte in parallelo su piani sovrapposti. La grande croce crea una linea verticale che prosegue idealmente fino alla vetrata centrale della grande finestra trilobata, simbolo della trinità divina. In alto due angeli stanno arrotolando il cielo, come fosse un tappeto, mostrando in tutto il loro splendore le porte della Gerusalemme celeste. Sulla croce una tabella porta questa iscrizione: «Hic est Iesus Nazarenus rex Iudeorum», «Costui è Gesù Cristo Nazareno, re dei Giudei», formula attestata solo in opere di Cimabue e che appare anche sulla croce lignea che Giotto realizzò per la Cappella e che si trova ora nel vicino museo civico agli Eremitani. In basso si aprono le tombe e fuoriescono i defunti, nudi, già in carne e ossa, destati dallo squillo delle lunghe trombe con cui quattro angeli, ai quattro punti estremi della mandorla di Cristo, annunciano l'ora solenne del giudizio.
«La croce separa in verticale lo spazio dei giusti da quello dei reprobi. Un fiume di fuoco, diviso in quattro bracci che squarciano d'una luce sinistra il regno di Satana, si stacca dalla mandorla iridata del Cristo e trascina all'ingiù, con la violenza di un vortice, i dannati, nudi, abbrancati e straziati da diavoli irsuti e orrendi. Un gigantesco, osceno Lucifero domina la scena: dalla bocca gli pende la parte posteriore di un uomo che sta ingurgitando, un altro gli fuoriesce dall'ano. Il suo colore, come quello di tutti i diavoli, è il blu ciano, il blu nerastro della morte. Siede su due draghi che addentano e ingoiano altri corpi. Dalle orecchie gli fuoriescono serpenti che a loro volta afferrano e addentano i dannati, uno dei quali ha in testa una tiara papale. Tutt'intorno è un'orgia di orrori, con uomini e donne sottoposti a torture efferate. Le nudità maschili e femminili sono rappresentate con un realismo crudo e un'evidenziazione inusuale degli organi sessuali. Alcuni peccati sono chiaramente indicati, altri invece sono suggeriti dalle pene attraverso allusioni simboliche o per contrappasso: nello spazio tra le prime due lingue di fuoco ci sono dannati con al collo un sacchetto bianco, a sottolinearne l'avidità e l'attaccamento al denaro. In drammatica solitudine, poco sotto un gruppo di impiccati, Giuda Iscariota è appeso per il collo, le braccia abbandonate penzoloni, come se il suicidio della disperazione lo marchiasse per l'eternità: unico fra i dannati indossa una veste bianca che si apre sul davanti e scopre il ventre squarciato e gli intestini penzolanti.»
Nella parte alta dell'affresco ci sono due angeli che arrotolano il cielo, simbolo della fine del tempo umano (rappresentato dal Sole e dalla Luna) e dell'inizio di quello divino, dell'eternità. Dietro si scorge la distesa aurea della Gerusalemme celeste.
Il religioso che, inginocchiato, con Enrico Scrovegni, offre alla Madonna la cappella è probabilmente il teologo Altegrado de Cattanei da Lendinara.

### Le immagini dipinte da Giotto sotto il trono di Cristo Giudice
Sotto il trono di Cristo Giudice la critica giottesca ha ritenuto di vedere i simboli degli evangelisti (o tetramorfo dell'Apocalisse di Giovanni: da sinistra a destra ci sarebbero l'aquila di Giovanni, il bue di Luca, l'uomo alato di Matteo, il leone alato di Marco). Ma Giotto non ha affatto dipinto questo. A questa errata lettura ha posto rimedio l'analisi di Giuliano Pisani: sotto il trono di Cristo Giudice sono rappresentati, da sinistra a destra, un'orsa con un luccio, un centauro, un'aquila e un leone alato, simboli che costituiscono un unicum e che trovano ampia spiegazione in diverse fonti.

### La volta
La volta con le stelle a otto punte (simbolo dell'ottavo giorno, la dimensione dell'eternità) su un cielo blu, simbolo della sapienza divina, ottenuto con azzurrite. Essa è attraversata da tre fasce trasversali che creano due grandi riquadri, al centro dei quali due tondi rappresentano la Madonna col Bambino e il Cristo benedicente; otto Profeti (sette neviìm dell'Antico Testamento e Giovanni Battista) fanno loro corona, quattro per riquadro. Le tre fasce trasversali hanno motivi simili a quelli delle incorniciature della pareti, con inserti che raffigurano Santi e angeli in quella più vicina all'altare, e Santi (probabilmente i precursori di Cristo) nelle altre due.
Il portale è simbolo della Fede in Cristo mentre la luce solare dell'alba che irrompe dalla rotonda finestra dell'abside è la luce del Cristo risorto. Sulla volta stellata è presente l'immagine del Cristo Pantocratore benedicente: Egli ha pollice, anulare e mignolo uniti (simbolo della Trinità), mentre indice e medio sono intrecciati (simbolo della doppia natura umana e divina di Cristo, nature in lui inscindibili contrariamente a quanto predicavano gli eretici seguaci del catarismo). Del resto l'idea di Dio trino ed uno si ripete attraverso varie simbologìe. Tre sono le absidi (una reale e due dipinte in prospettiva). Nell'arco trionfale, un ideale triangolo unisce il trono di Dio Padre con l'arcangelo Gabriele, a sinistra, e l'Annunciata, a destra. Sulla parete di fondo Cristo-Giudice è sceso dal trono-trifora (la finestra divisa in tre parti). Le triplette proseguono negli affreschi. Per citare qualche esempio: tre volte le porte di Gerusalemme, tre volte il tabernacolo del Tempio (Cacciata di Gioacchino, Presentazione di Maria, Presentazione di Gesù), tre volte il cenacolo, tre volte l'asino cristòforo (Natale, Fuga in Egitto, Palme).

### Presbiterio, abside e sacrestia
Presbiterio, abside e sacrestia sono spazi cui oggi il pubblico non può accedere.
I primi due si possono cogliere dalla navata, a una distanza breve, ma che compromette comunque la lettura dei capolavori di Giovanni Pisano, una Madonna con bambino tra due Angeli, posti sull'altare.
Totalmente sottratta è invece la visione, in una nicchia del lato destro del coro, della Madonna del latte di Giusto de' Menabuoi, che fu a Padova dal 1370 circa all'anno della morte, 1391, o dell'affresco di medesimo soggetto che si trova in un'identica nicchia sulla parete di fronte, nel lato sinistro, e che è da attribuire forse al medesimo artista. Letteralmente sequestrata nella sacrestia e dunque totalmente invisibile al pubblico è la statua orante di Enrico, che era sicuramente all'interno della Cappella, dove tutti la potevano vedere.
Le sei grandi scene sulle pareti laterali del presbiterio sono state affrescate dal cosiddetto Maestro del coro Scrovegni e sono dedicate all'ultima fase della vita terrena della Madonna, coerentemente con il programma affrescato da Giotto. La fonte è in alcuni vangeli apocrifi, che sono alla base anche del racconto di Iacopo da Varazze nella Legenda Aurea. Il percorso di lettura prende avvio in alto, sulla parete di sinistra, e scende per poi risalire lungo la parete opposta. Rappresentano le seguenti sei scene:
- Annuncio della morte a Maria
- Saluto degli apostoli al capezzale di Maria
- Dormitio Virginis (Dormizione di Maria)
- Funerali di Maria
- Assunzione
- Incoronazione.

## Stile

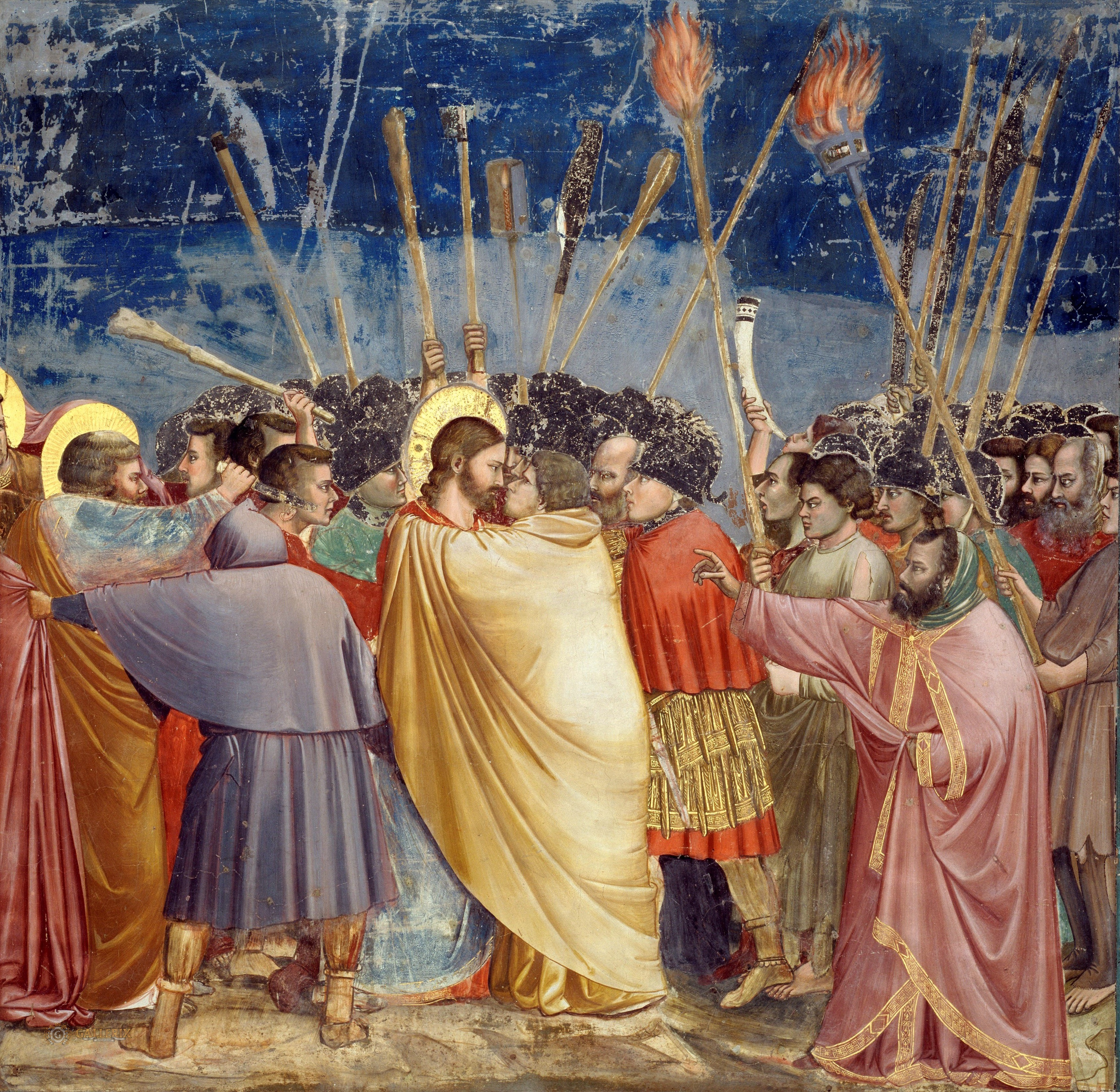
Il Bacio di Giuda

Rispetto alle Storie di san Francesco, le scene hanno una composizione narrativa più semplice e chiara e un minor affollamento dei personaggi. Si assiste a un maggiore affinamento dei mezzi espressivi, ad una più forte padronanza della composizione per gli effetti narrativi, dei gesti, delle posture, delle espressioni, della cromìa.
Le figure hanno un volume ancora più reale che ad Assisi, avvolte da ampi mantelli attraverso cui si capisce la modellazione dei corpi sottostanti. La stesura pittorica è più morbida e densa, con un modellato più fuso che dà alle figure un risalto più pieno e meno tagliente.
Le scene hanno la solennità degna della loro sacralità, i volti e i gesti mostrano i moti più intimi dell'anima. Le figure protagoniste sono sempre maestose e importanti, in un inimitabile equilibrio tra la gravitas della statuaria classica e le eleganze della cultura gotica, con espressioni sempre concentrate e profonde. Più libero è l'approccio alle figure di contorno, vivacissime nelle fisionomie, nei gesti e negli atteggiamenti. Senza rinunciare all'alta intonazione narrativa, l'artista mette in luce in queste figure particolari di crudo realismo tipici della vita di tutti i giorni. Giotto coglie lo sguardo e i sentimenti dei personaggi che partecipano alle scene da protagonisti, manifestando ognuno la propria personalità tanto che dai volti traspaiono lo stupore, il dolore, la disperazione, la gioia, l'attesa, la spiritualità, i più diversi sentimenti.
Anche le architetture di sfondo, una delle caratteristiche più evidenti di Giotto, non presentano più incertezze e concessioni allo sfondo irreale. Sono chiare e reali, proporzionate con le figure che interagiscono con esse. Per esempio nella Presentazione della Vergine al Tempio vi sono più forme combinate che creano un notevole gioco di vuoti e pieni, con zone aperte in piena luce e recessi coperti in una fitta ombra. Anche la Cacciata dei mercanti dal Tempio presenta un'articolata costruzione tridimensionale (eloquente è il gesto minaccioso del Cristo infuriato che alza il pugno), oppure nella scena delle Nozze di Cana. La prospettiva è meno aggettante rispetto agli affreschi di Assisi, ma ciò è da mettere in relazione con il minor spazio della cappella rispetto alla Basilica superiore di san Francesco e alla necessità di circoscrivere maggiormente l'alta intonazione narrativa delle scene.

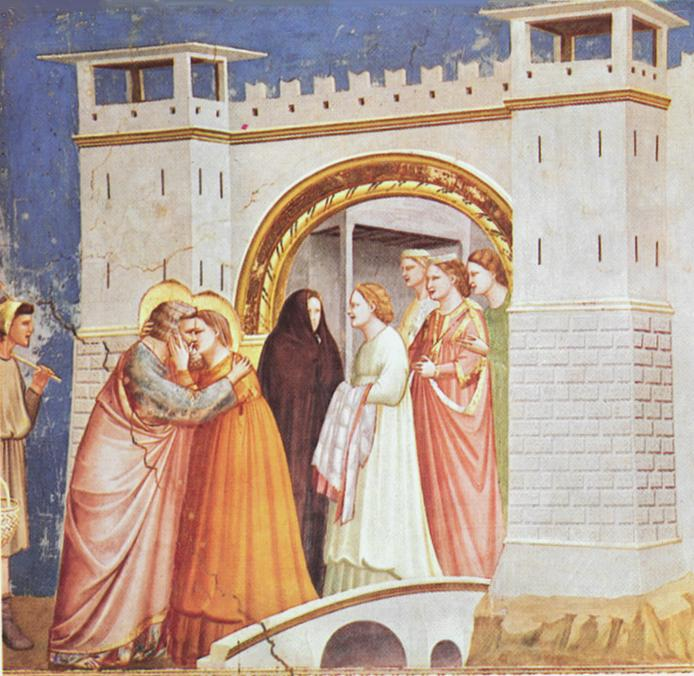
Incontro di Anna e Gioacchino alla Porta d'Oro

Un altro raggiungimento tecnico di questi affreschi è la rappresentazione dell'aureola in scorcio prospettico nelle figure di profilo, in sintonia con il rispetto dello spazio in tutte le raffigurazioni.
I preziosi pigmenti che da tutto il bacino del Mediterraneo arrivavano a Venezia furono sicuramente approvvigionati per il lavoro del maestro a Padova: rosa, gialli, arancioni e l'azzurrite, che dà un tono intenso agli sfondi dei cieli.
Nel celeberrimo Compianto sul Cristo morto i personaggi hanno espressioni di vero dolore e i loro gesti amplificano con realismo la drammaticità della scena. La composizione appare molto raffinata, con un gioco di linee oblique parallele che indirizzano lo sguardo dello spettatore inequivocabilmente verso il nodo della scena, dove Maria abbraccia con incredula disperazione le spalle e le braccia del figlio morto. Le pose dei personaggi sono quanto mai varie: san Giovanni di profilo con le braccia spalancate in una costernata sorpresa, la donna con le mani sotto al mento, la misteriosa figura di spalle in primo piano a sinistra. Alcuni hanno notato come le pose patetiche del Compianto siano derivate probabilmente da un sarcofago antico a Padova, il Sarcofago di Meleagro, ma comunque Giotto ha dimostrato un pieno dominio nella pittura per l'espressione di valori universali.
Anche in altre scene Giotto usa figure di spalle, per dare alle scene ritmo e l'effetto di quotidiana casualità nella quale lo spettatore possa riconoscere il proprio mondo. Nella famosa scena dell'Incontro alla Porta d'Oro rappresentò con gesti teneri il primo bacio dell'arte italiana (e ultimo per lungo tempo). Dietro di loro un'emblematica figura coperta da un mantello nero mostra soltanto metà del suo volto, mentre a sinistra un pastore sta arrivando: colto durante il movimento è raffigurato solo per metà nella scena.
Un altro straordinario momento è quello della Cattura di Cristo, dove un gioco di linee simili a quelle del Compianto, fa convergere lo sguardo al serratissimo incrocio faccia a faccia tra Cristo e Giuda.
Si può quindi dire che Giotto ha attuato una riscoperta del vero (il vero dei sentimenti, delle passioni, della fisionomia umana, della luce, e dei colori) nella certezza di uno spazio misurabile, anticipando la prospettiva del Quattrocento.

## Stato di conservazione
Rispetto alle Storie di san Francesco ad Assisi, la Cappella degli Scrovegni mostra uno stato di conservazione migliore; gli sfondi realizzati con azzurrite appaiono quindi più intensi. Nel 2001 gli affreschi giotteschi hanno ricevuto interventi di restauro e conservazione che hanno riguardato il recupero delle zone più a rischio e della disomogeneità cromatica. Gli interventi, curati da specialisti dell'Istituto Centrale del Restauro tra cui Gian Luigi Colalucci e Pinin Brambilla Barcilon con la guida di Giuseppe Basile, sono stati realizzati anche grazie ai fondi del Gioco del Lotto, in base a quanto regolato dalla legge 662/96, per un importo di 1 810 000 €.

## Elenco delle scene

### Storie di Gioacchinoedi Maria Vergine(registro superiore)
| Immagine | Titolo                                         | Dimensioni in cm | Immagine | Titolo                                  | Dimensioni in cm |
| -------- | ---------------------------------------------- | ---------------- | -------- | --------------------------------------- | ---------------- |
|          | Cacciata di Gioacchino                         | 200x185          |          | Natività di Maria                       | 200x185          |
|          | Ritiro di Gioacchino tra i pastori             | 200x185          |          | Presentazione di Maria al Tempio        | 200x185          |
|          | Annuncio a sant'Anna                           | 200x185          |          | Consegna delle verghe                   | 200x185          |
|          | Sacrificio di Gioacchino                       | 200x185          |          | Preghiera per la fioritura delle verghe | 200x185          |
|          | Sogno di Gioacchino                            | 200x185          |          | Sposalizio della Vergine                | 200x185          |
|          | Incontro di Anna e Gioacchino alla Porta d'Oro | 200x185          |          | Corteo nuziale di Maria                 | 200x185          |
|          | Dio invia l'arcangelo Gabriele                 | 230x690          |          |                                         |                  |
|          | Angelo annunciante                             | 150x195          |          | Vergine annunciata                      | 150x195          |

### Storie di Cristo(due registri mediani)
| Immagine | Titolo                                 | Dimensioni in cm | Immagine | Titolo                         | Dimensioni in cm |
| -------- | -------------------------------------- | ---------------- | -------- | ------------------------------ | ---------------- |
|          | Visitazione                            | 150x140          |          | Tradimento di Giuda            | 150x140          |
|          | Natività di Gesù e annuncio ai pastori | 200x185          |          | Ultima Cena                    | 200x185          |
|          | Adorazione dei Magi                    | 200x185          |          | Lavanda dei piedi              | 200x185          |
|          | Presentazione di Gesù al Tempio        | 200x185          |          | Bacio di Giuda                 | 200x185          |
|          | Fuga in Egitto                         | 200x185          |          | Cristo davanti a Caifa         | 200x185          |
|          | Strage degli innocenti                 | 200x185          |          | Cristo deriso                  | 200x185          |
|          | Cristo tra i dottori                   | 200x185          |          | Salita al Calvario             | 200x185          |
|          | Battesimo di Cristo                    | 200x185          |          | Crocifissione                  | 200x185          |
|          | Nozze di Cana                          | 200x185          |          | Compianto sul Cristo morto     | 200x185          |
|          | Resurrezione di Lazzaro                | 200x185          |          | Resurrezione e Noli me tangere | 200x185          |
|          | Ingresso a Gerusalemme                 | 200x185          |          | Ascensione                     | 200x185          |
|          | Cacciata dei mercanti dal Tempio       | 200x185          |          | Pentecoste                     | 200x185          |
|          | Coretto                                | 150x140          |          | Coretto                        | 150x140          |

### VirtùeVizi(registro inferiore)
| Immagine | Titolo     | Dimensioni in cm | Immagine | Titolo       | Dimensioni in cm |
| -------- | ---------- | ---------------- | -------- | ------------ | ---------------- |
|          | Prudenza   | 120x60           |          | Stoltezza    | 120x55           |
|          | Fortezza   | 120x55           |          | Scostanza    | 120x55           |
|          | Temperanza | 120x55           |          | Ira          | 120x55           |
|          | Giustizia  | 120x60           |          | Ingiustizia  | 120x60           |
|          | Fede       | 120x55           |          | Infedeltà    | 120x55           |
|          | Carità     | 120x55           |          | Invidia      | 120x55           |
|          | Speranza   | 120x60           |          | Disperazione | 120x60           |

### Altro
| Immagine | Titolo               | Dimensioni in cm |
| -------- | -------------------- | ---------------- |
|          | Volta                |                  |
|          | Giudizio universale  | 1000x840         |
|          | Circoncisione        | 200x40           |
|          | Crocifisso di Padova | 223x164          |

## Astronomia, scienza e pittura

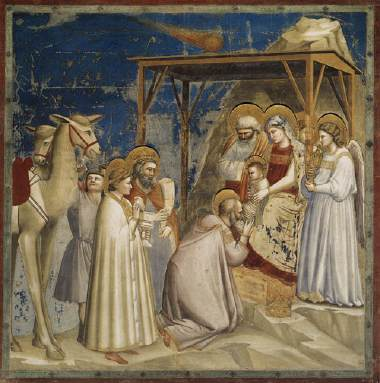
L'Adorazione dei Magi

Nell'Adorazione dei Magi Giotto ha raffigurato la cometa di Halley che aveva osservato al suo passaggio nel 1301. L'attento uso della luce fatto Giotto rivela legami con gli studi scientifici dell'Università di Padova, dove lo scienziato Witelo, nel XIII secolo, diede una spiegazione matematico-sperimentale dei fenomeni ottici, rifacendosi allo scienziato arabo Alhazen. Tali studi furono proseguiti da Pietro d'Abano.

## Giotto, la visione e Francesco da Barberino
Significativa, all'interno della cappella, è la rappresentazione della donna sull'architrave della porta d'ingresso dal palazzo alla cappella, contrapposta al Selvaggio. La donna è rappresentata con una corona, un libro in mano, due bastoni nodosi uscenti dagli occhi per permetterle di vedere l'altare verso destra e il Giudizio Universale verso sinistra. Francesco da Barberino fa riferimento ad una visione mentale circolare la cui forma finita era prerogativa divina. Francesco da Barberino rappresenta la Circospezione con un'immagine femminile, inserita nel cosmo tolemaico, dai cui occhi fuoriescono dei bastoni.

## La cappella e i Templari
Padova fu una città importante per i Templari. I documenti più antichi ne attestano la presenza nel 1165 e citano il Tempio di Santa Maria in Conio, la chiesa padovana templare al Portello.
si possono individuare vari segni templari nella Cappella degli Scrovegni. La cripta che sorregge la navata, cui si accede dall'esterno, ha il soffitto dipinto con stelle rosse a otto punte, elemento presente in molti edifici dell'ordine in Francia. Altri elementi sono: le croci rosse dei tre altari laterali che si trovano nella navata, i maggiori dei quali sono dedicati a San Giovanni e a Santa Caterina d'Alessandria, cui erano assai devoti i cavalieri; le croci sulle aureole di Cristo,; le frequenti raffigurazioni dei fleur-de-lys (gigli) che caratterizzano molti edifici templari e che Giotto riproduce in cima agli scettri degli angeli, ma anche come elemento decorativo di vesti, arredi e molti edifici; il fiore della vita a sei petali, simbolo della Trinità e della sapienza, presente anche sulle finestre.